# Kościół Matki Bożej Pocieszenia w Szelejewie Drugim
Kościół Matki Bożej Pocieszenia w Szelejewie Drugim – rzymskokatolicki kościół parafialny należący do parafii pod tym samym wezwaniem (dekanat gostyński archidiecezji poznańskiej).
Świątynia została wzniesiona w 1647 roku jako kaplica przez właściciela wsi Andrzeja Pogorzelskiego na dowód, że całkowicie zerwał z reformacją. Budowla jest zabytkowa i reprezentuje styl barokowy. Kościół jest usytuowany osią podłużną w kierunku wschód-zachód w zabytkowym parku. Świątynia ma formę wielokąta, który od strony wschodniej zaokrąglony jest półkolisto. Od strony zachodniej dostawiona jest kruchta, natomiast od południowej umieszczona jest zakrystia. Od strony północnej znajdują się drzwi wejściowe jednoskrzydłowe otwierające się do wewnątrz, obite blachą miedzianą z wytłoczonymi w niej wizerunkami św. Jadwigi – patronki Polski i św. Róży z Limy. W świątyni można zobaczyć zabytkowe rzeźby: Chrystusa Frasobliwego, św. Wawrzyńca oraz klęczącą niewiastę (z 1 połowy XVII wieku). Kościół w 1976 roku został przebudowany.
Od 1982 roku świątynia pełni funkcję kościoła parafialnego, a w 1973 roku przy kościele został utworzony rektorat.